# Catherine Tate
Catherine Tate, egentligen Catherine Jane Ford, född 5 december 1969 i Bloomsbury, London, är en brittisk komiker och skådespelare.
Tate slog igenom med sketchkomediprogrammet The Catherine Tate Show som hon skrev tillsammans med Derren Litten. Där spelar hon en massa olika karaktärer, bland annat en dryg tonårstjej vid namn Lauren Cooper och en gammal dam vid namn Joanie "Nan" Taylor. Hon spelar också Donna Noble i säsong 4 och seriens 60-års jubileum i den populära brittiska sci-fi-serien Doctor Who, där hon spelar mot bland andra David Tennant som är seriens tionde och fjortonde doktor. Hon var även med i säsong 7–9 av den amerikanska versionen av The Office som Nellie Bertram.

## Filmografi i urval
| År                    | Titel                    | Roll                     | Noteringar |
| --------------------- | ------------------------ | ------------------------ | --- |
| 2004–2007             | The Catherine Tate Show  | Varierande karaktärer    | - Huvudroll, 20 avsnitt - Manusförfattare                                                                                                |
| 2005                  | Bleak House              | Mrs. Chadband            | - 1 avsnitt |
| 2005                  | Ett mord annonseras      | Mitzi Kosinki            | - 1 avsnitt |
| 2006                  | Starter for 10           | Julie Jackson            | - Dramakomedifilm |
| 2006                  | Love and Other Disasters | Tallulah Riggs-Wentworth | - Romantisk komedifilm |
| 2006, 2008–2010, 2023 | Doctor Who               | Donna Noble              | 19 avsnitt: - Cameoroll (säsong 2) - Gästroll (Julspecial 2006, specialavsnitt 2009-2010) - Huvudroll (säsong 4, 60-årsjubileumsavsnitt) |
| 2009, 2014–2015       | Catherine Tate's Nan     | Joanie "Nan" Taylor      | - Huvudroll, 4 avsnitt - Manusförfattare                                                                                                 |
| 2010                  | Gullivers resor          | Drottning Isabelle       | - Familjekomedifilm |
| 2011                  | Monte Carlo              | Alicia Winthrop-Scott    | - Romantisk komedifilm |
| 2011–2013             | The Office               | Nellie Bertram           | 34 avsnitt: - Gästroll (säsong 7) - Huvudroll (säsong 8-9)                                                                               |
| 2013–2014             | Big School               | Sarah Postern            | - Huvudroll, 12 avsnitt |
| 2017–2021             | Ducktales                | Magica de Hex (röst)     | - 9 avsnitt |
| 2022                  | The Nan Movie            | Joanie "Nan" Taylor      | - Komedifilm, huvudroll - Manusförfattre och exekutiv producent                                                                          |
| 2022                  | Hard Cell                | Varierande karaktärer    | - Huvudroll, 6 avsnitt - Regissör manusförfattare och exekutiv producent                                                                 |
| 2023                  | Queen of Oz              | Princess/Queen Georgiana | - Huvudroll, 6 avsnitt - Manusförfattare och exekutiv producent                                                                          |